# 甘博洛
甘博洛（義大利語：Gambolò），是意大利帕维亚省的一个市镇。总面积51平方公里，人口10114人，人口密度198.3人/平方公里（2009年）。国家统计（ISTAT）代码为018068。

## 友好城市
- 希腊Kyrros
- 拉脫維亞馬爾皮爾斯